# Comté de Donnybrook-Balingup

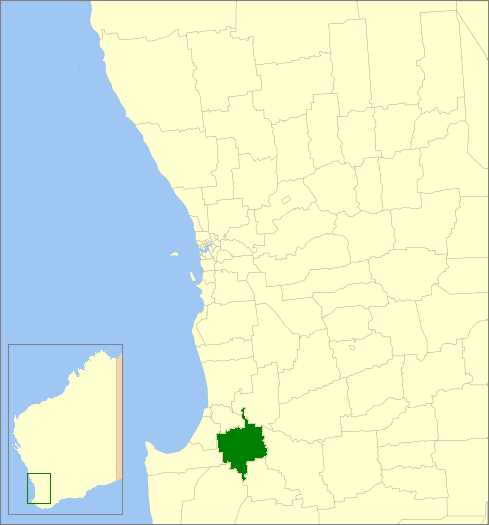
Utiliser dans le même article dans d'autres langues

Le Comté de Donnybrook-Balingup est une zone d'administration locale dans le sud-ouest de l'Australie-Occidentale en Australie à environ 220 km au sud de Perth. 
Le comté est divisé en un certain nombre de localités:
- Donnybrook
- Argyle
- Balingup
- Brookhampton
- Grimwade
- Kirup
- Lowden
- Mullalyup
- Mumballup
- Noggerup
- Yabberup

Le comté a 9 conseillers locaux et n'est pas découpé en circonscriptions.